# Tal Avneri
Tal Avneri (* 20. Mai 1985 in Dallas, Texas) ist ein US-amerikanisch-israelischer Eishockeyspieler, der seit 2017 bei den Dragons Nes Ziona in der israelischen Eishockeyliga unter Vertrag steht.

## Karriere
Avneri spielte zunächst in seiner Heimatstadt bei den Dallas Titans in der Bantam League. 2007 wechselte er in die vierte finnische Liga zu den Varkaus Eagles. Bereits während der laufenden Saison verließ er Finnland jedoch und ging in die israelische Eishockeyliga zum HC Mercaz. Ab 2012 spielt er zwei Jahre für die Devils Rischon LeZion, mit denen er 2013 und 2014 Landesmeister wurde. 2014 wechselte er zum Ligakonkurrenten HC Bat Yam, mit dem er 2016 erneut den israelischen Titel gewann. Seit 2017 steht er bei den Dragons Nes Zion unter Vertrag.

### International
Für die israelische Nationalmannschaft bestritt Tal Avneri die Weltmeisterschaften der Division II 2008, 2009, 2010, 2012, 2013, 2014 und 2015. Nach dem Abstieg 2010 trat der Verteidiger mit seiner Mannschaft bei der Weltmeisterschaft 2011 in der Division III in Kapstadt an und gewann dort durch ein hart umkämpftes 6:5 nach Verlängerung gegen die Gastgeber den Titel und mit diesen zusammen den sofortigen Wiederaufstieg. Er selbst wurde dabei zum besten Spieler seiner Mannschaft gewählt.

## Erfolge und Auszeichnungen
- 2011 Aufstieg in die Division II bei der Weltmeisterschaft 2011, Division III
- 2013 Israelischer Meister mit den Devils Rishon LeZion
- 2013 Aufstieg in die Division II, Gruppe A, bei der Weltmeisterschaft 2013, Division II, Gruppe B
- 2014 Israelischer Meister mit den Devils Rishon LeZion
- 2016 Israelischer Meister mit dem HC Bat Yam